# Итауэйра

Итауэйра на карте штата.

Итауэйра (порт. Itaueira) — муниципалитет в Бразилии, входит в штат Пиауи. Составная часть мезорегиона Юго-запад штата Пиауи. Входит в экономико-статистический микрорегион Флориану. Население составляет 10 678 человек на 2010 год. Занимает площадь 2554,181 км². Плотность населения — 4,18 чел./км².

## Демография
Согласно сведениям, собранным в ходе переписи 2010 г. Национальным институтом географии и статистики (IBGE), население муниципалитета составляет:
| Полное население                               | Полное население                               | Полное население                               | Полное население                               | 10 678 |
| ---------------------------------------------- | ---------------------------------------------- | ---------------------------------------------- | ---------------------------------------------- | ------ |
| в том числе:                                   | Городское население                            | 5949                                           | Процент городского населения, %                | 55,71  |
|                                                | Сельское население                             | 4729                                           | Процент сельского населения, %                 | 44,29  |
|                                                | Мужское население                              | 5385                                           | Процент мужского населения, %                  | 50,43  |
|                                                | Женское население                              | 5293                                           | Процент женского населения, %                  | 49,57  |
| Плотность населения, чел/км²                   | Плотность населения, чел/км²                   | Плотность населения, чел/км²                   | Плотность населения, чел/км²                   | 4,18   |
| Население муниципалитета в % к населению штата | Население муниципалитета в % к населению штата | Население муниципалитета в % к населению штата | Население муниципалитета в % к населению штата | 0,34   |

По данным оценки 2016 года, население муниципалитета составляет 10 828 жителей.

## Статистика
- Валовой внутренний продукт на 2003 год составляет 18 558 622,00 реалов (данные: Бразильский институт географии и статистики).
- Валовой внутренний продукт на душу населения на 2003 год составляет 1840,77 реалов (данные: Бразильский институт географии и статистики).
- Индекс развития человеческого потенциала на 2000 год составляет 0,637 (данные: Программа развития ООН).